# Rage (TV-serie)
Rage (spanska: Furia) är en spansk svart komediserie som hade premiär på HBO Max den 11 juli 2025. Seriens första säsong består av åtta avsnitt.

## Handling
Serien handlar om fem kvinnor som ställs inför extrema situationer som gör dem rasande.

## Rollista (i urval)
- Candela Peña - Nat
- Carmen Machi - Marga
- Cecilia Roth - Victoria
- Nathalie Poza - Adela
- Pilar Castro - Vera
- Claudia Salas - Tina
- Alberto San Juan - Roberto
- Ana Torrent
- Pedro Casablanc
- Marilú Marini
- Iván Pellicer
- Francesc Garrido
- Martxelo Rubio
- Antonio Pagudo
- Pepón Nieto